# Cândido Ferreira
Cândido Ferreira (1950-2021) foi um actor português.

## Biografia
A sua carreira iniciou-se em França no Teatro Operário de Paris em 1971.
Foi elemento fundador do Teatro O Bando
Recentemente fez o papel de Jerónimo em Dei-te Quase Tudo.
Pai de Ivo Ferreira e ex-sogro de Margarida Vila-Nova.

## Filmografia[2]
- 1980 - Passagem ou a Meio Caminho
- 1988 - Os Canibais[3]
- 1989 - Jaz Morto e Arrefece
- 1991 - Le voyage étranger
- 1993 - Coma
- 1994 - Pax
- 1994 - Uma Vida Normal
- 1995 - O Judeu
- 1995 - Corte de Cabelo
- 1995 - Adão e Eva
- 1996 - Elas
- 1997 - Tentação
- 1999 - Entre Nós, curta-metragem
- 1999 - Inferno
- 2000 - As Terças da Bailarina Gorda, curta-metragem
- 2000 - Camarate
- 2001 - Em Volta
- 2001 - Rasganço
- 2002 - Jogo da Glória
- 2003 - Quaresma
- 2004 - Portugal S.A.
- 2005 - Entre o Desejo e o Destino, curta-metragem
- 2006 - 20,13 Purgatório
- 2006 - Veneno Cura
- 2007 - Águas Mil
- 2009 - A Esperança Está Onde Menos Se Espera
- 2010 - A Bela e o Paparazzo
- 2010 - Perdida Mente
- 2010 - Catarina e os Outros , curta-metragem
- 2010 - A Viagem, curta-metragem
- 2011 - Um Homem, curta-metragem
- 2012 - Tabu
- 2013 - Quarta Divisão
- 2014 - Benoît Brisefer: Les taxis rouges
- 2014 - Os Maias: Cenas da Vida Romântica
- 2014 - Os Senhores do Areal
- 2016 - Cartas da Guerra

## Televisão
- 1990 -  A Morgadinha dos Canaviais
- 1990 -  O Mandarim
- 1993 -  Sozinhos em Casa
- 1995 -  Camilo e Filho
- 1998 -  Esquadra de Polícia
- 1999 -  Não és Homem, Não és Nada
- 2000 -  A Febre do Ouro Negro
- 2001 -  Segredo de Justiça
- 2002 -  Lusitana Paixão
- 2003 -  Saber Amar
- 2003 -  Queridas Feras (Adriano)
- 2004 -  Inspector Max
- 2005 -  Quando os Lobos Uivam
- 2005 -  Dei-te Quase Tudo
- 2006 -  Vingança
- 2006 -  Triângulo Jota
- 2007 -  Floribella
- 2008 -  Casos da Vida
- 2008 -  Liberdade 21
- 2010 -  Conta-me Como Foi
- 2010 -  Maternidade
- 2011 -  Laços de Sangue
- 2013 -  Bem-Vindos a Beirais
- 2014 -  Belmonte